# Роубик, Вацлав
Вацлав Роубик (чеш. Václav Roubík; 16 августа 1919, Прага — 22 июня 2013, неизвестно) — чехословацкий гребец, выступавший за сборную Чехословакии по академической гребле в конце 1940-х годов. Обладатель двух серебряных медалей чемпионатов Европы, победитель и призёр первенств национального значения, участник летних Олимпийских игр в Лондоне.

## Биография
Вацлав Роубик родился 16 августа 1919 года в Праге. Занимался академической греблей в столичном клубе ČVK Praha.
Впервые заявил о себе на международном уровне в сезоне 1947 года, когда вошёл в состав чехословацкой национальной сборной и выступил на чемпионате Европы в Люцерне, где стал серебряным призёром в зачёте распашных безрульных четвёрок — в решающем заезде уступил итальянской сборной.
Благодаря череде удачных выступлений удостоился права защищать честь страны на летних Олимпийских играх 1948 года в Лондоне. В составе безрульного экипажа-четвёрки, куда также вошли гребцы Йозеф Калаш, Йозеф Шейбаль и Иржи Ванек, на предварительном квалификационном этапе потерпел поражение от команды Великобритании, уступив на финише почти 15 секунд, тогда как в дополнительном отборочном заезде проиграл более 12 секунд экипажу из Дании — тем самым в полуфинальную стадию не вышел.
После лондонской Олимпиады Роубик ещё в течение некоторого времени оставался действующим спортсменом и продолжал принимать участие в крупнейших международных регатах. Так, в 1949 году он побывал на чемпионате Европы в Амстердаме, откуда привёз награду серебряного достоинства, выигранную в восьмёрках — пропустил вперёд только экипаж из Италии.
Впоследствии постоянно проживал в США, где был известен под именем Уолтер.
Умер 22 июня 2013 года в возрасте 93 лет.